# Sandnes, Finnmark
Ej att förväxla med staden Sandnes nära Stavanger
Sandnes (skoltsamiska: Kueʹttjokk, nordsamiska: Goađak, kvänska: Kotajoki) är en ort i Sør-Varangers kommun i Finnmark fylke i norra Norge. Orten ligger vid Langfjorden, tio kilometer söder om kommunens centralort Kirkenes, mellan tätorterna Hesseng och Bjørnevatn. 
Sandnes är en bygd med gammal samisk bosättning. Där inrättades en skola, nu Sandnes skole, 1867.
I Sandnes ligger Sandnes alpinsenter med en alpin backanläggning med en fallhöjd på 125 meter. På samma berg ligger också tre hoppbackar som liksom övriga idrottsanläggningar i Sandnes drivs av Sandnes Idrettslag. 
Vid Sandnes finns den omkring 80 meter långa Sandnesbrua med ett körfält, en av två broar som går över Langfjorden.
Europaväg 6 mellan Kirkenes och Trelleborg går genom Hesseng några kilometer norr om Sandnes. Nordväst om Hesseng finns för E6 en andra, omkring 50 meter lång, bro med ett körfält över Langfjorden, Strømmen bru.